# Ũ
Cette page contient des caractères spéciaux ou non latins. S’ils s’affichent mal (▯, ?, etc.), consultez la page d’aide Unicode.
Ũ (minuscule : ũ), ou U tilde, est un graphème utilisé dans l’écriture de l’apalai, du bariba, du boko, du guarani, de l’umbundu, du kikuyu, du koro wachi, du meru, du nauruan, du vietnamien, et du zarma. Il s'agit de la lettre U diacritée d'un tilde.

## Utilisation
Le U tilde représente généralement la voyelle fermée postérieure arrondie nasalisée, /ũ/.
En kikuyu, ‹ ũ › représente la voyelle mi-fermée postérieure arrondie /o/.
En nauruan, ‹ ũ › représente la voyelle fermée antérieure arrondie /y/.
En vietnamien, le tilde indique un ton montant glottalisé et la lettre U représente une voyelle fermée postérieure arrondie /u/.

## Représentations informatiques
Le U tilde peut être représenté avec les caractères Unicode suivants :
- précomposé (latin étendu A) :

| forme     | représentation | chaîne de caractères | point de code | description                     |
| --------- | -------------- | -------------------- | ------------- | ------------------------------- |
| capitale  | Ũ              | Ũ                    | U+0168        | lettre majuscule latine u tilde |
| minuscule | ũ              | ũ                    | U+0169        | lettre minuscule latine u tilde |

- décomposé (latin de base, diacritiques) :

| forme     | représentation | chaîne de caractères | point de code | description                                 |
| --------- | -------------- | -------------------- | ------------- | ------------------------------------------- |
| capitale  | Ũ              | U◌̃                   | U+0055 U+0303 | lettre majuscule latine u diacritique tilde |
| minuscule | ũ              | u◌̃                   | U+0075 U+0303 | lettre minuscule latine u diacritique tilde |